# Connie Mulder
Cornelius Petrus Mulder (5 juin 1925-12 janvier 1988) est un homme politique d'Afrique du Sud, membre du Parti national puis du Parti conservateur, député de Randfontein (1958-1978 et 1987-1988), ministre des affaires sociales et des pensions (1966-1973), de l'information (1968-1978), de l'intérieur (1972-1978) puis des relations plurales et du développement (1978) dans les gouvernements de John Vorster et de Pieter Botha. Il est aussi le président du parti national dans le Transvaal de septembre 1973 à novembre 1978.    

## Biographie
Connie Mulder est né le 5 juin 1925. 
Diplômé d'enseignement, professeur d'histoire, d'afrikaans et d'allemand à Randfontein dans le (Transvaal), il complète son cursus par un doctorat à l'université du Witwatersrand. 
Intéressé par la politique, il est membre du Parti national et se fait élire maire de Randfontein. 
En 1958, il est élu député de Randfontein au parlement sud-africain. 
Il est nommé successivement dans les gouvernements du premier ministre John Vorster comme ministre des affaires sociales et des pensions, de 1966 à 1973 ministre de l'information, de 1968 à 1978, ministre de l'intérieur de 1972 à 1978, ministre de l'immigration de 1968 à 1972 et puis Ministre des relations plurales et du développement de janvier à novembre 1978. 
De 1973 à 1978, il est le chef du parti national dans le Transvaal. 
En 1977, il est impliqué dans le scandale de l'information dit « Muldergate » qui aboutit à la chute de Vorster, un an plus tard.
Le 7 février 1978, il déclare devant l'Assemblée, « Si notre politique vis-à-vis des populations noires parvient à sa conclusion naturelle, il n'y aura plus un seul Noir avec la citoyenneté sud-africaine. Chaque homme noir en Afrique du Sud sera déplacé et réinséré dans un nouvel État indépendant de manière respectueuse et il n'y aura ainsi plus d'obligation de ce Parlement de prendre politiquement en compte ces personnes. » 
En octobre 1978, à la suite de la démission de John Vorster du poste de président du parti national et de celui de premier ministre, des élections internes sont organisées au sein du parti national pour désigner son successeur. Connie Mulder se présente contre le ministre des Affaires étrangères Pik Botha qui représente l'aile libérale du parti, très populaire chez les blancs sud-africains et considéré comme le favori de Vorster et un autre conservateur, le ministre de la défense Pieter Botha, président du parti national de la province du Cap. Pik Botha fut éliminé au premier tour du scrutin, après avait obtenu seulement 22 voix alors que Mulder en avait obtenu 72 contre 78 à Pieter Botha au second tour Mulder en avait obtenu 74 et Pieter Botha 98 Mulder reste cependant dans le nouveau gouvernement. Le 16 décembre 1978 Connie Mulder accompagna Eugène Terre'Blanche, le chef l'AWB lors de la célébration du jour du vœu.   
En 1979, la commission Erasmus, mise en place par P.W. Botha, révèle ses manquements notamment les irrégularités financières et les abus de pouvoirs de ses services. Obligé de démissionner du gouvernement et de la présidence du parti national au Transvaal le 7 novembre 1978, il doit quitter le parlement en janvier 1979 et est exclu du Parti National. Son siège fait l'objet d'une élection partielle et est remporté par Boy Geldenhuys du parti national. De son côté, Vorster, éclaboussé par l'affaire, doit abandonner sa fonction honorifique de président de la république en juin 1979. 
Mulder reste malgré tout en politique et crée le Parti National-Conservateur, sur le principe de la séparation territoriale de chaque nation d'Afrique du Sud et l'autodétermination. 
Aux élections générales sud-africaines de 1981, son parti atteint péniblement 2 % des suffrages, concurrencé sur sa droite par le HNP. 
En 1982, le parti de Mulder est absorbé par le nouveau Parti conservateur (CP) d'Andries Treurnicht. 
Mulder est réélu député conservateur lors des élections générales sud-africaines de 1987, imposant une cuisante défaite au parti national représenté par son député sortant, Boy Geldenhuys. Mais malade, Connie Mulder ne savoure pas longtemps son retour au parlement. Il décède moins d'un an plus tard d'un cancer le 12 janvier 1988. Son siège au parlement fait alors l'objet d'une élection partielle disputée entre Boy Geldenhuys et Corne Mulder, le fils de Pieter Mulder, qui remporte alors facilement le siège de son père

## Famille
Connie Mulder est le père de 3 enfants dont Corne Mulder et Pieter Mulder, chef de 2001 à 2016 du Front de la liberté, formation politique afrikaner représentée au parlement depuis 1994.